# Procambarus howellae
Espèce
Statut de conservation UICN

 LC  : Préoccupation mineure
Procambarus howellae est une espèce d'écrevisses de la famille des Cambaridae.